# Sandåkerns Sportklubb
O Sandåkerns SK é um clube de futebol da Suécia fundado em 1932. Sua sede fica localizada em Umeå.